# Xuan’en
Der Kreis Xuan’en (chinesisch 宣恩县, Pinyin Xuān’ēn Xiàn) ist ein Kreis im Autonomen Bezirk Enshi der Tujia und Miao im Südwesten der chinesischen Provinz Hubei. Er hat eine Fläche von 2.730 km² und 309.200 Einwohner (Stand: Ende 2019). Sein Hauptort ist die Großgemeinde Zhushan (珠山镇).